# 私の太陽
『私の太陽』（わたしのたいよう）は、小栗はるひ監督の日本映画。

## 概要
「OP PICTURES+フェス2023」作品の1本として劇場公開。監督の小栗の実父が制作前に亡くなっており、これを母親に置き換えてシナリオモチーフにした。
直球型のヒロインということで主演には演技初挑戦の円井萌華を抜擢。ライバル的役回りには映画出演2度目、変化球、自由演技ができるとして小梅えなが配役された。
ヒロイン相手役の山口雄大は濡れ場初挑戦。
濡れ場に関しては本業のキャリアを生かし、円井萌華が場面に状況に合わせた体位、カット割りを監督の小栗に提案し、多く採用された。
円井のキャスティングは、監督の小栗が夕やけ大衆YouTube「夕やけちゃんねる」にアップされた「夕やけ大衆presents 居酒屋・千代子」の映像を見たことでオファーにつながった。
映画評論家の切通理作は古典的ドラマを思わす導入からの意外な展開を評価し、「家族という軛（くびき）から離れて新しい人生を歩み始める。青空に向かって手を広げる女性たちの姿が鮮やかであった」と論じた。

## ストーリー
母の一周忌を終えた赤井太陽の前に実の父親を名乗る遠藤隆が表れ、一緒に暮らそうと告げた。しかし遠藤には現在の家族がおり、彼女たちと太陽はうまくいかない。そんななか、遠藤の娘である桃花の婚約者だけは太陽によこしまな理由で興味を持ち始める。

## 登場人物
赤井太陽
演 - 円井萌華
母を亡くし天涯孤独となった少女。
遠藤桃花
演 - 小梅えな
遠藤隆と由美子の娘。
遠藤由美子
演 - 綾瀬麻衣子
遠藤隆の後妻。太陽とは血のつながりはない。
間宮光太郎
演 - 山口雄大
太陽の幼馴染。
増村比呂
演 - 松本卓也
遠藤桃花の婚約者。
遠藤隆
演 - 綾田俊樹
太陽の実父を名乗る飄々とした男。

## スタッフ
- 監督：小栗はるひ
- 脚本：大矢直樹 小栗はるひ
- プロデューサー：深澤知
- 撮影監督：藍河兼一
- 録音：渡部未佳
- 整音：渡部未佳
- メイク：三井春菜
- 編集：板倉直美
- 音楽：荒川仁
- 助監督：古厩阿子
- スチール：米澤郁弥
- 制作応援：東盛直道 門脇萌
- 提供：オーピー映画